# Luis María Echeberría
Luis María Echeberría Igartua (ur. 24 marca 1940 roku w Erandio zm. 19 października 2016 w Las Arenas) – hiszpański piłkarz występujący na pozycji obrońcy.

## Kariera klubowa
Echeberría całą karierę spędził w Athleticu Bilbao, w którym występował 11 lat (1961–1972). W pierwszym składzie drużyny debiutował 10 września 1962 roku w przegranym 2–1 meczu z Sevilla FC.
| Sezon     | Klub            | Kraj      | Rozgrywki                  | Mecze | Bramki |
| --------- | --------------- | --------- | -------------------------- | ----- | ------ |
| 1961/1962 | Athletic Bilbao | Hiszpania | Primera Division           | 29    | 0      |
| 1962/1963 | Athletic Bilbao | Hiszpania | Primera Division           | 22    | 0      |
| 1963/1964 | Athletic Bilbao | Hiszpania | Primera Division           | 12    | 0      |
| 1964/1965 | Athletic Bilbao | Hiszpania | Primera Division           | 28    | 1      |
| 1965/1966 | Athletic Bilbao | Hiszpania | Primera Division           | 26    | 0      |
| 1966/1967 | Athletic Bilbao | Hiszpania | Primera Division           | 29    | 0      |
| 1967/1968 | Athletic Bilbao | Hiszpania | Primera Division           | 28    | 0      |
| 1968/1969 | Athletic Bilbao | Hiszpania | Primera Division           | 26    | 0      |
| 1969/1970 | Athletic Bilbao | Hiszpania | Primera Division           | 29    | 0      |
| 1970/1971 | Athletic Bilbao | Hiszpania | Primera Division           | 12    | 0      |
| 1971/1972 | Athletic Bilbao | Hiszpania | Primera Division           | 16    | 0      |
|           |                 |           | Łącznie w Primera Division | 257   | 1      |

## Kariera reprezentacyjna
Echeberría był członkiem reprezentacji Hiszpanii na Mundialu w Chile, gdzie zagrał w jednym spotkaniu. Występował też na EURO 1964, gdzie Hiszpania, która odgrywała rolę gospodarza turnieju zdobyła złoty medal. Ogółem w reprezentacji zagrał w 4 spotkaniach, nie strzelił żadnej bramki.